# Freostathes freoides
Freostathes freoides är en skalbaggsart som beskrevs av Stefan von Breuning 1969. Freostathes freoides ingår i släktet Freostathes och familjen långhorningar. Inga underarter finns listade i Catalogue of Life.